# Besim Durmuş
Besim Durmuş (* 1. September 1965 in Samsun) ist ein ehemaliger türkischer Fußballspieler und aktueller Trainer.

## Spielerkarriere

### Verein
Besim Durmuş begann mit dem Profifußball in der Jugend von Samsunspor. Zur Saison 1985/86 wurde er in den Kader der Profis aufgenommen und absolvierte bis zum Saisonende fünf Ligabegegnungen. Für diesen Verein spielte er fünf Jahre lang und wechselte im Sommer 1990 zu Kartalspor. Mit zwei Einjahresabstechern bei Göztepe SK und Kasımpaşa Istanbul spielte Durmuş für Kartalspor bis zu seinem Karriereende im Sommer 2000.

## Als Trainerkarriere
Im Anschluss an seine Spielerkarriere entschied er sich, eine Trainerlaufbahn zu starten. Als erste Tätigkeit wurde er im Jahr 2002 Co-Trainer bei Kartalspor. Die nächsten Jahre arbeitete er in dieser Tätigkeit bei diversen Vereinen.
Im März 2009 übernahm er als Cheftrainer den Zweitligisten Kasımpaşa Istanbul und stieg zum Saisonende mit seiner Mannschaft als Relegationssieger in die Süper Lig auf. Nach diesem Erfolg blieb er auch in der neuen Saison Cheftrainer. Da er aber mit Kasımpaşa relativ früh in die Abstiegsregion gerutscht war, trennte er sich im gegenseitigen Einvernehmen vom Klub und wurde von Yılmaz Vural abgelöst.
Zur Saison 2010/11 übernahm er İskenderun Demir Çelikspor und trainierte diesen Verein eine Zeitlang.
Im August 2011 übernahm er den Zweitligisten Kartalspor, bei dem er als Spieler lange war. Mit diesem Verein beendete er die Saison 2011/12 auf dem neunten Tabellenplatz und erreichte damit eine der besten Platzierungen der Vereinsgeschichte. Nach einem enttäuschenden Start in die Saison 2012/13 gab er nach dem siebten Spieltag seinen Rücktritt bekannt. Als sein Nachfolger wurde wenig später Özcan Kızıltan vorgestellt.
Vor dem 13. Spieltag der Saison 2012/13 wurde er als neuer Trainer vom Zweitligisten Samsunspor vorgestellt. Hier ersetzte er den kürzlich zurückgetretenen Erhan Altın. Zum Saisonende erreichte er mit Samsunspor den Klassenerhalt. Obwohl Durmuş noch einen bis zum Sommer 2014 befristeten Zweijahresvertrag mit Samsunspor besaß, verhandelte die Vereinsführung im Sommer 2013 mit dem alten Trainer Hüseyin Kalpar und stellte ihn als neuen Trainer vor. Einige Wochen nach diesen Entwicklungen einigten sich beiden Seiten auf eine Vertragsauflösung. Zwei Tage nach dieser Vertragsauflösung unterschrieb dann Kalpar bei Samsunspor.
Zur Saison 2013/14 übernahm er den Zweitligisten Kahramanmaraşspor. Bei diesem Verein erklärte er bereits nach vier Spieltagen seinen Rücktritt.
Vor dem 14. Spieltag der Saison 2013/14 wurde er beim Zweitligisten Boluspor als neuer Cheftrainer eingestellt. Nach dem 24. Spieltag derselben Saison trat Durmuş von seinem Amt zurück.
Anschließend folgten Beschäftigungen bei Büyükşehir Belediye Erzurumspor und Çarşambaspor. Im Oktober 2017 übernahm er zum zweiten Mal Samsunspor als Cheftrainer.

## Erfolge

### Als Trainer
Mit Kasımpaşa Istanbul
- Relegationssieger der TFF 1. Lig und Aufstieg in die Süper Lig: 2008/09